# رشيدة القيلي
رشيدة القيلي إسمها الكامل رشيدة علي قائد صالح القيلي ولدت سنة 1965م في محافظة تعز في اليمن، هي صحفية و كاتبة يمنية، ترشّحت بصفة مستقلّة لمنصب رئيس دولة اليمن في الانتخابات الرئاسية اليمنية سنة 2006 ركّزت في حملتها الانتخابية على مكافحة الفساد وتعزيز الحريّات. وهي ثاني امرأة تتقدّم لمنصب رئاسة الجمهوريّة في اليمن بعد سمية علي رجاء.

## سيرتها
عيّنت كاتبة برامج ومهندسة صوت في إذاعة تعز عام 1982م، ومستشارة في وزارة التربية والتعليم عام 1994م. شهرت بمقالاتها الساخرة في عمود صحيفة الوسط وصحيفة الشورى.

قامت بتأسيس وتحرير صفحة المرأة في صحيفة الصحوة، وعملت ككاتبة ومحررة ومعدّة في صحف متعددة تهتم بشؤون المرأة. كما أنّها حازت على جائزة أفضل كاتبة يمنية لعامين متتالين
كانت عضو في حزب التجمع اليمني للإصلاح ثم أصبحت مستقلّة قبل أن تتقدّم لالانتخابات الرئاسية اليمنية سنة 2006. بادرت رشيدة القيلي سنة 2012 بتأسيس منظمة غير حكومية
 تدعى حلف الفضول للحقوق والحريات
.
متزوجة من الشاعر اليمني عبد الرحمن محمد الشريف وهي أُم لثلاثة أولاد: لؤي، لادن والاشرف وقد أستشهد هذا الأخير في اليمن في جانفي 2016.